# Panarea

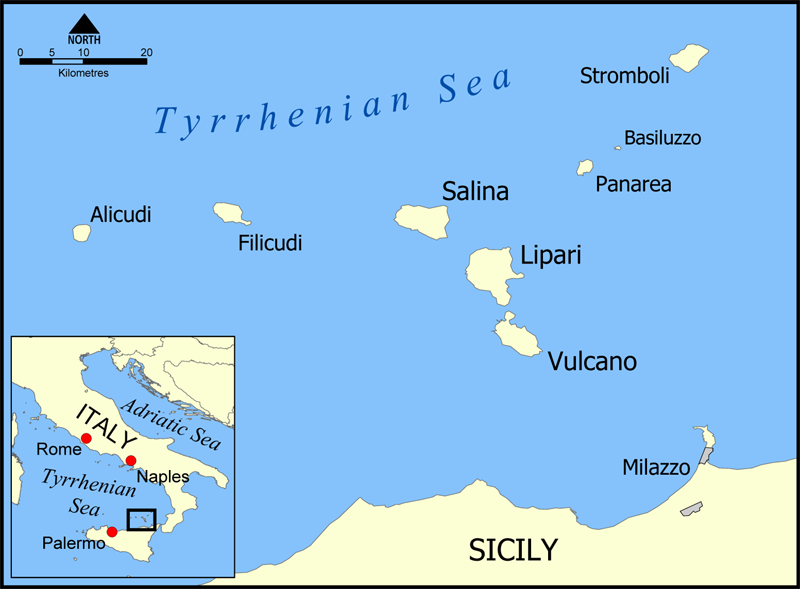
Poloha ostrova Panarea.

Panarea (3,4 km²) je nejmenší z Liparských ostrovů.

## Údaje o ostrově
Nejvyšší vrchol ostrova Punta del Corvo je vysoký 421 m n. m. Osídlena je východní část ostrova. Domy pobřežních osad tam postupně přecházejí ve vilky se zahradami. Vrcholky příkrých skalních útesů západního pobřeží poskytují za příznivého počasí výhledy nejen na celé souostroví, ale i na skalní útesy v moři okolo Panarei. Na jihu vystupuje z pobřeží skalnatý poloostrov Capo Milazzese s archeologickými nálezy kulatých obydlí ze 14. století a atraktivními útesy. Pobřeží se zde stáčí na sever a přechází v záliv Caletta dei Zimmari s pláží černého písku. Cesta kolem ostrova je značena červeno-bílou turistickou značkou. Ostrov také nabízí zajímavý pohled na sousední Stromboli s kouřící sopkou. Celý ostrov patří k městu Lipari. Žije zde zhruba 270 obyvatel.

## Soubor

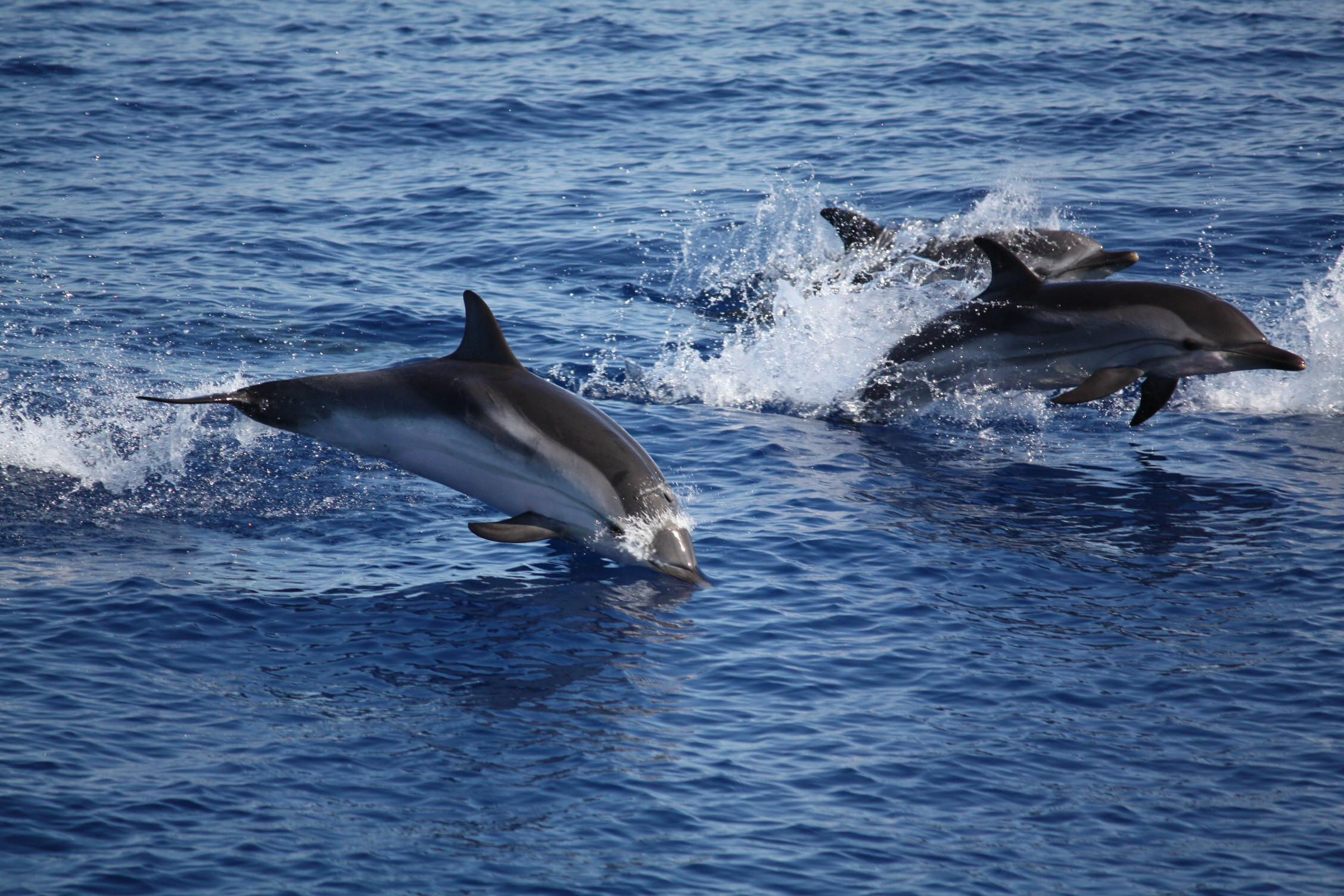
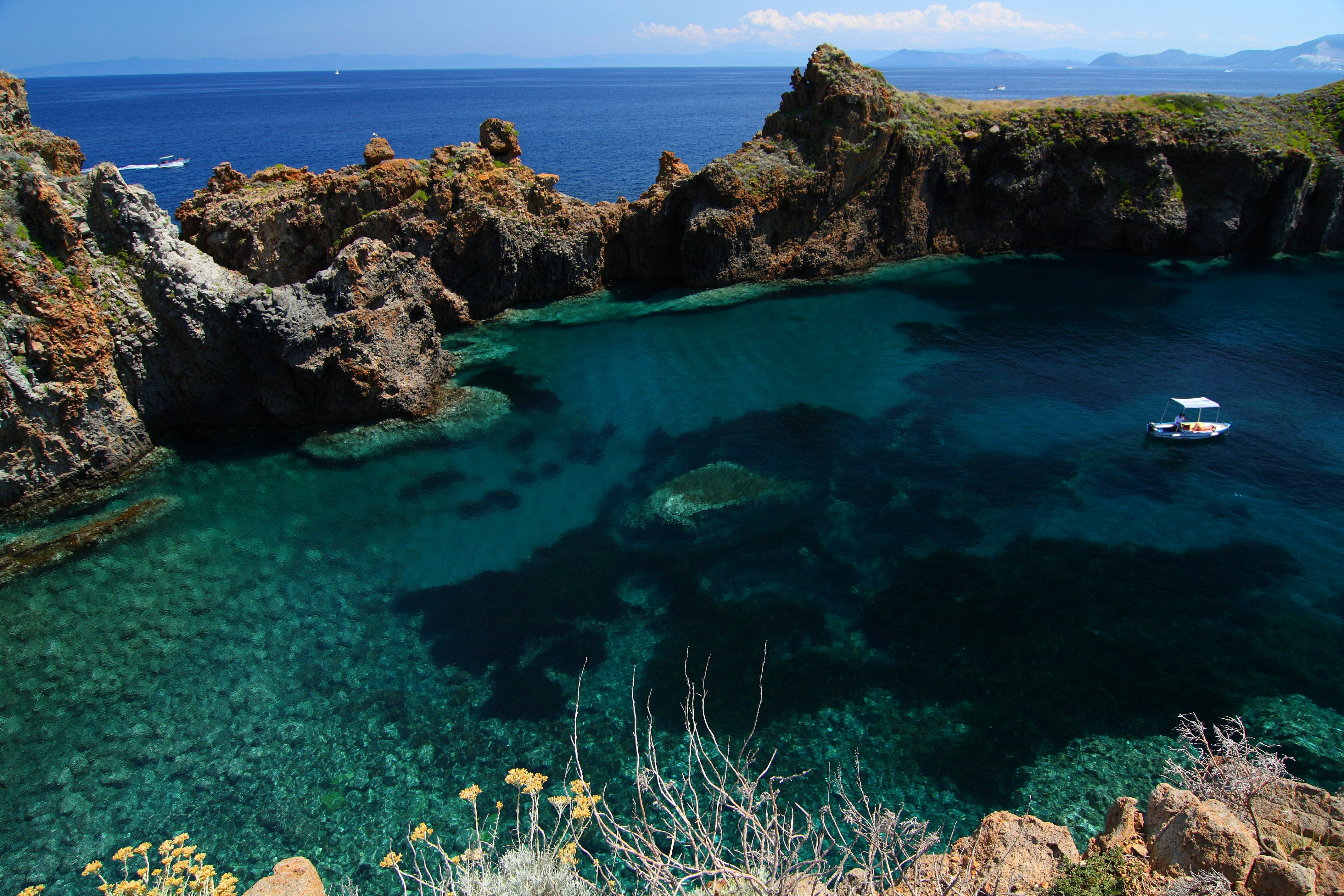
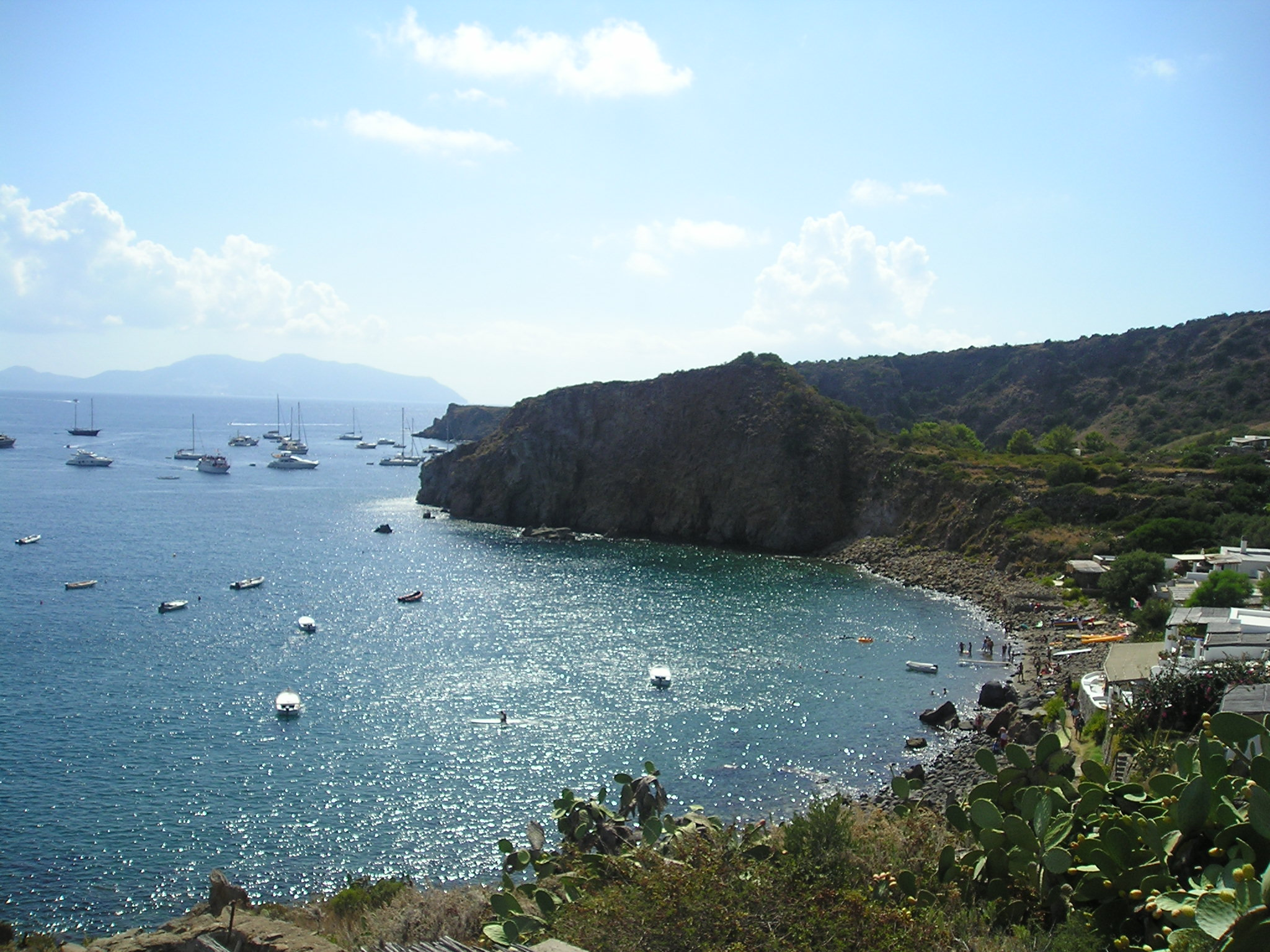
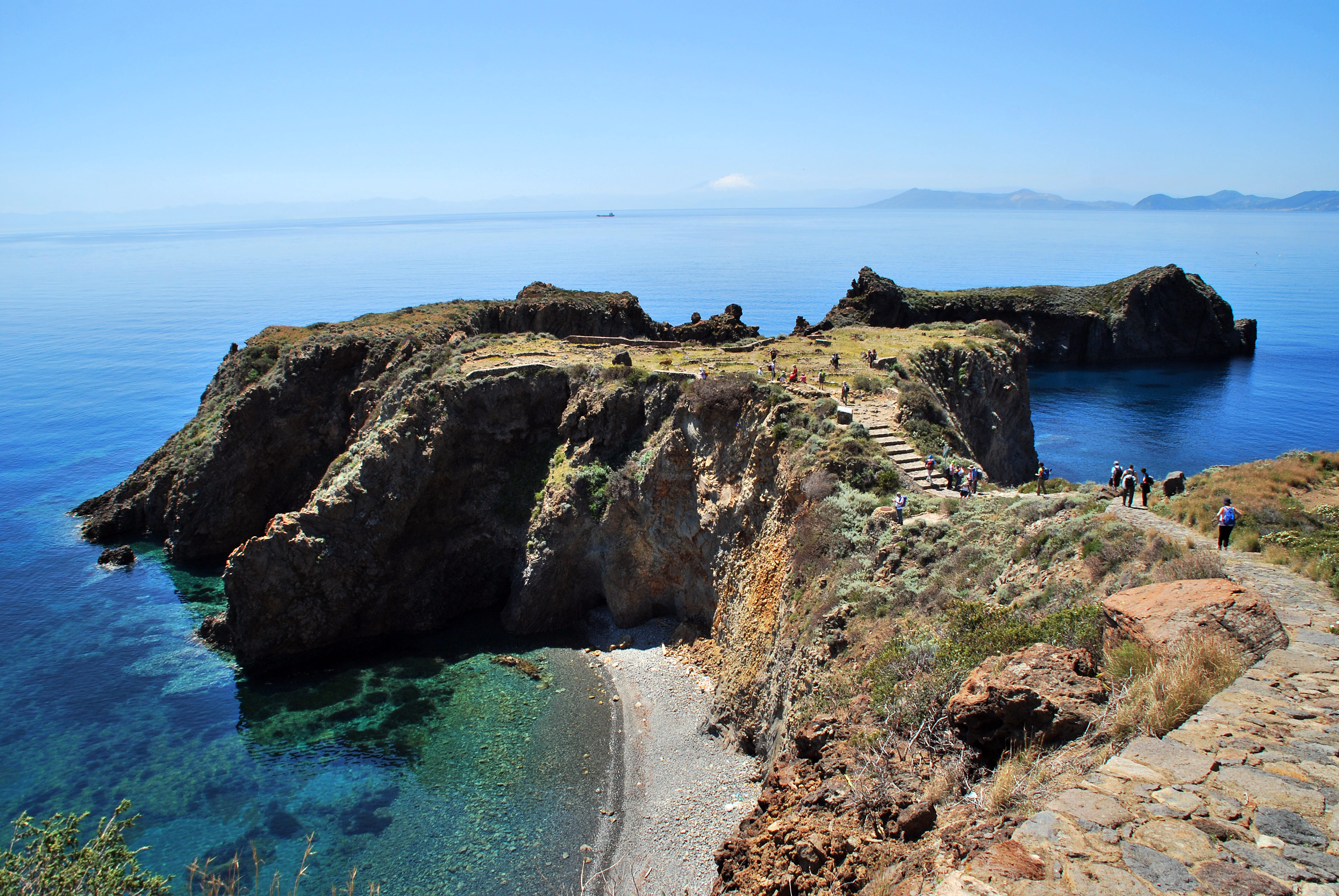
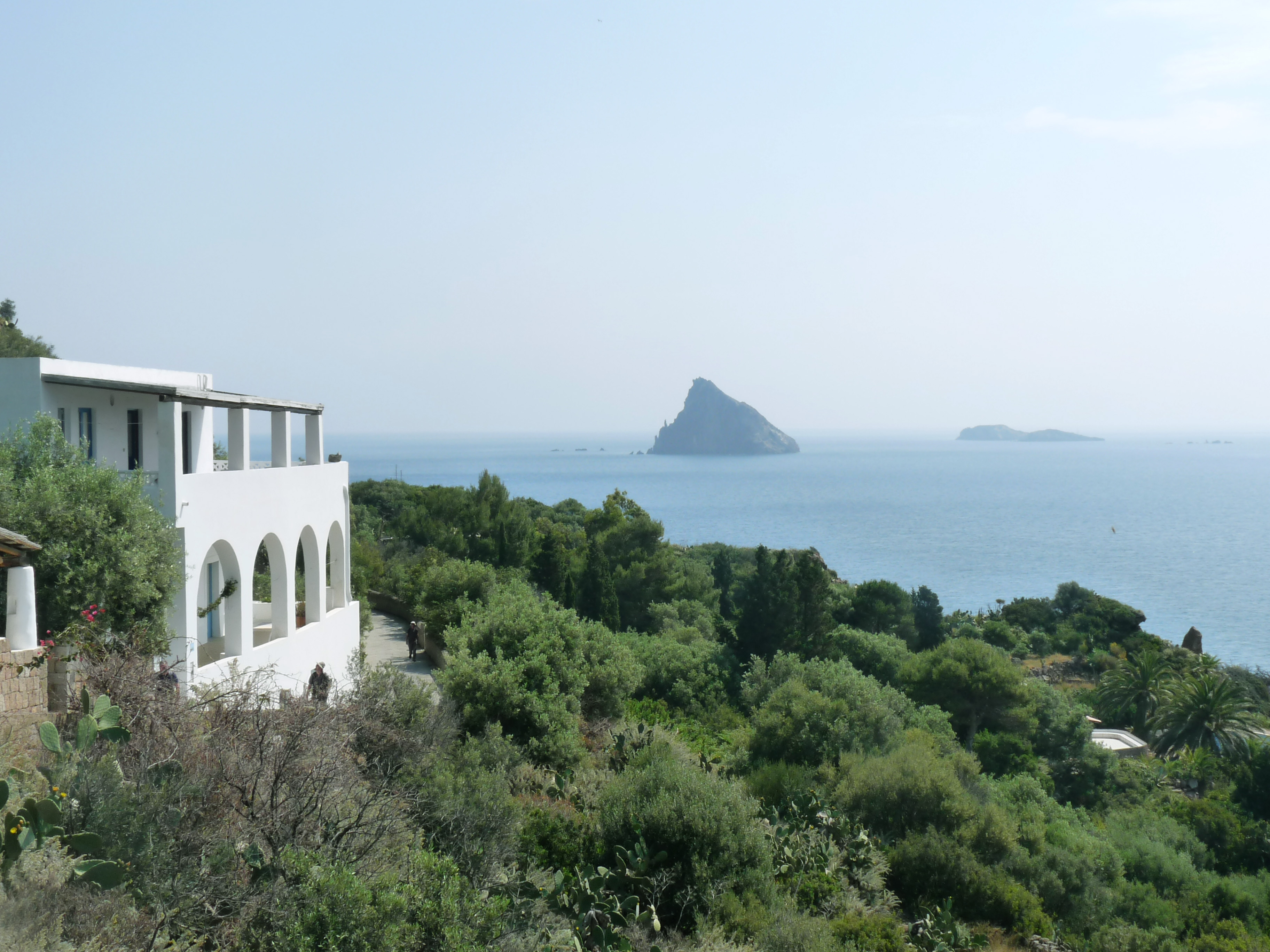
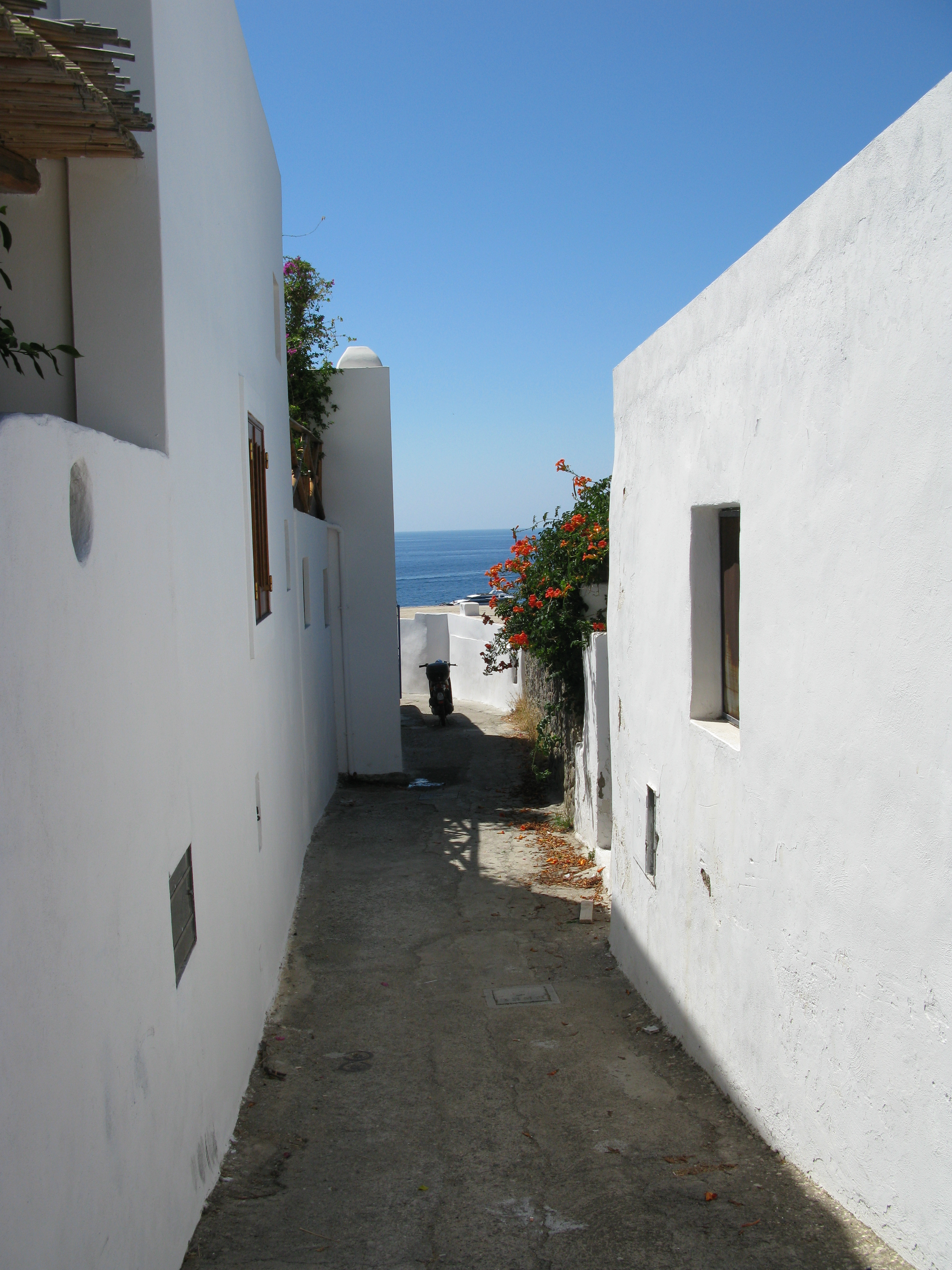
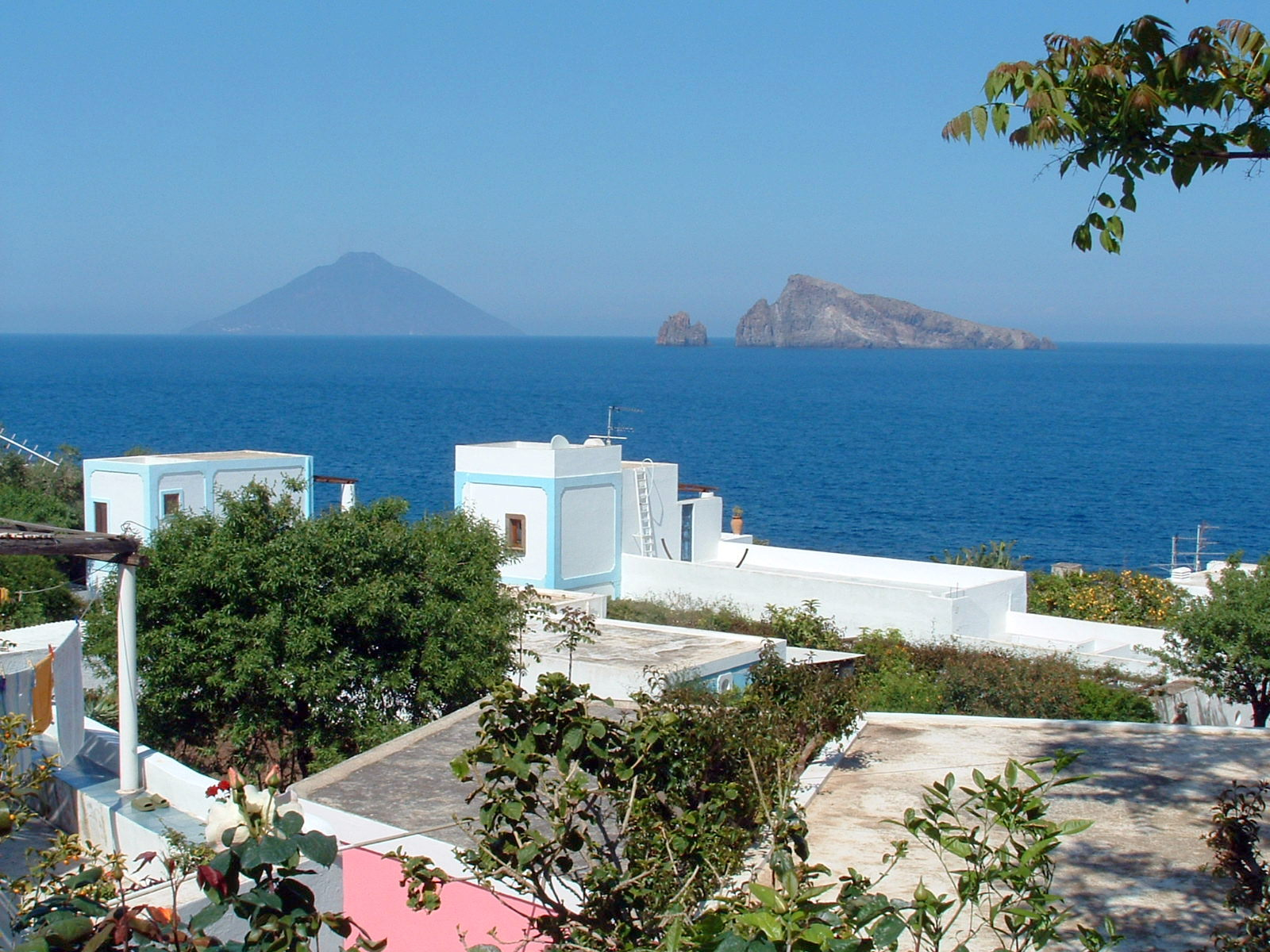
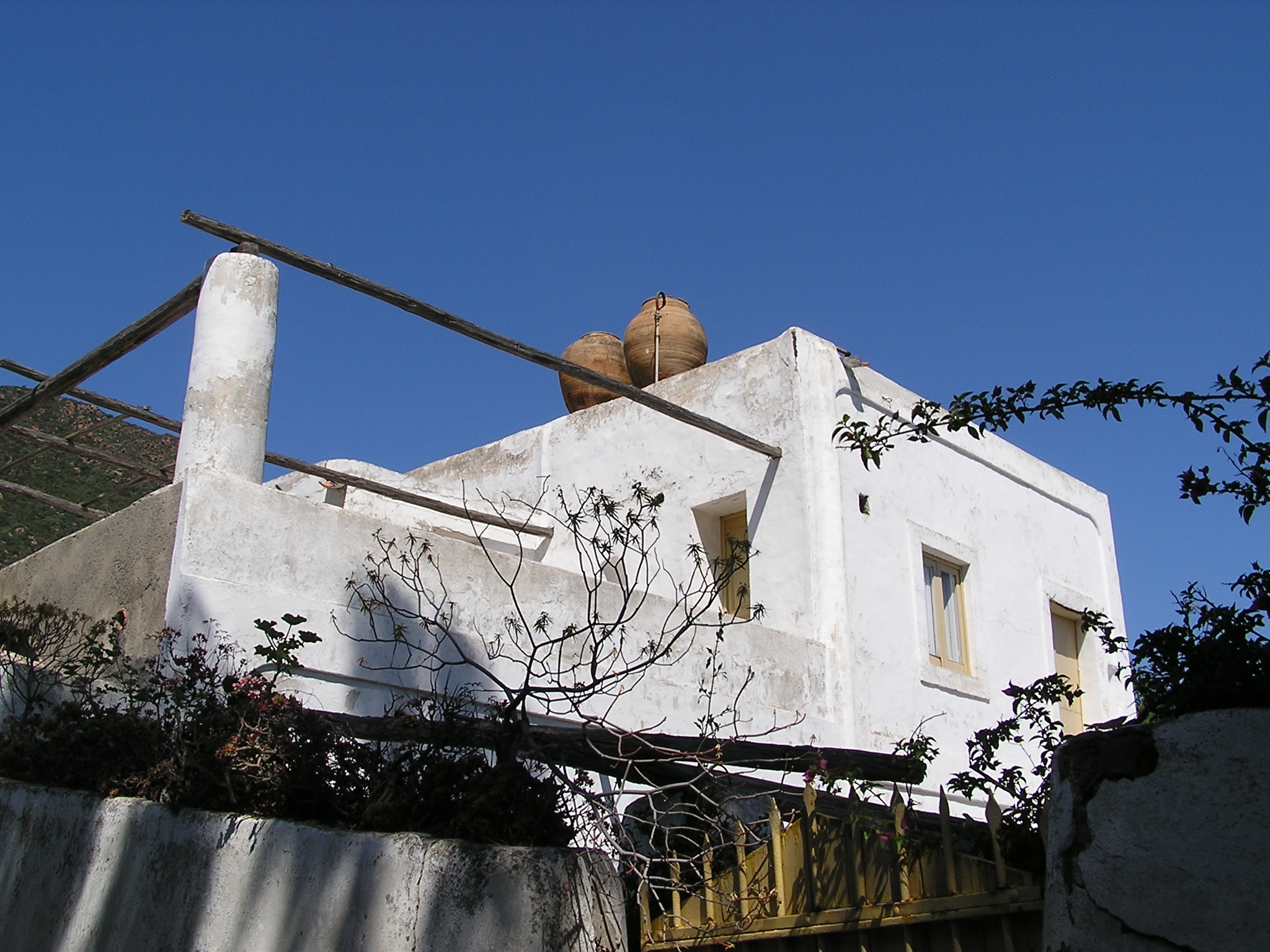
Typická architektura
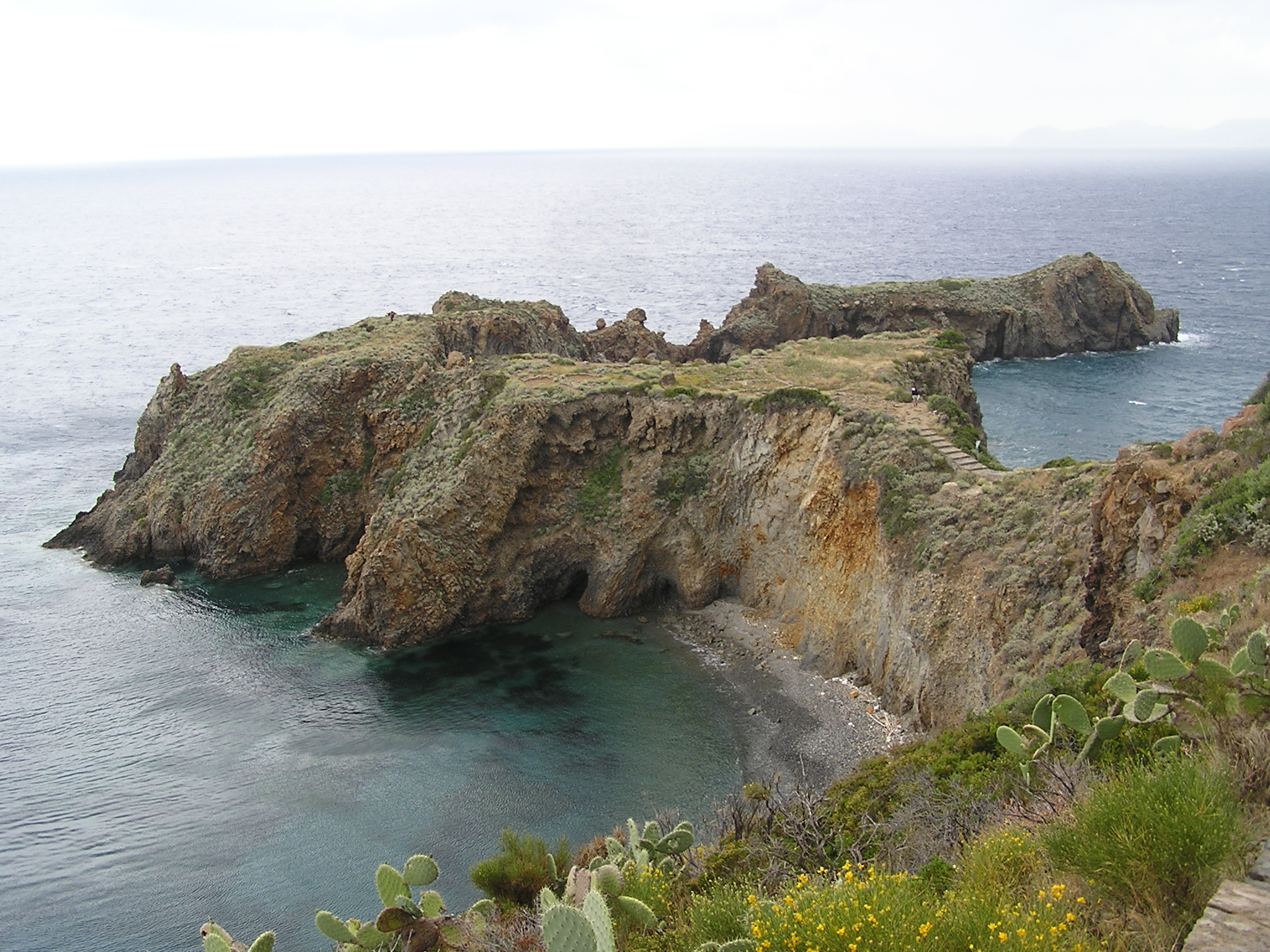
Capo Milazzese
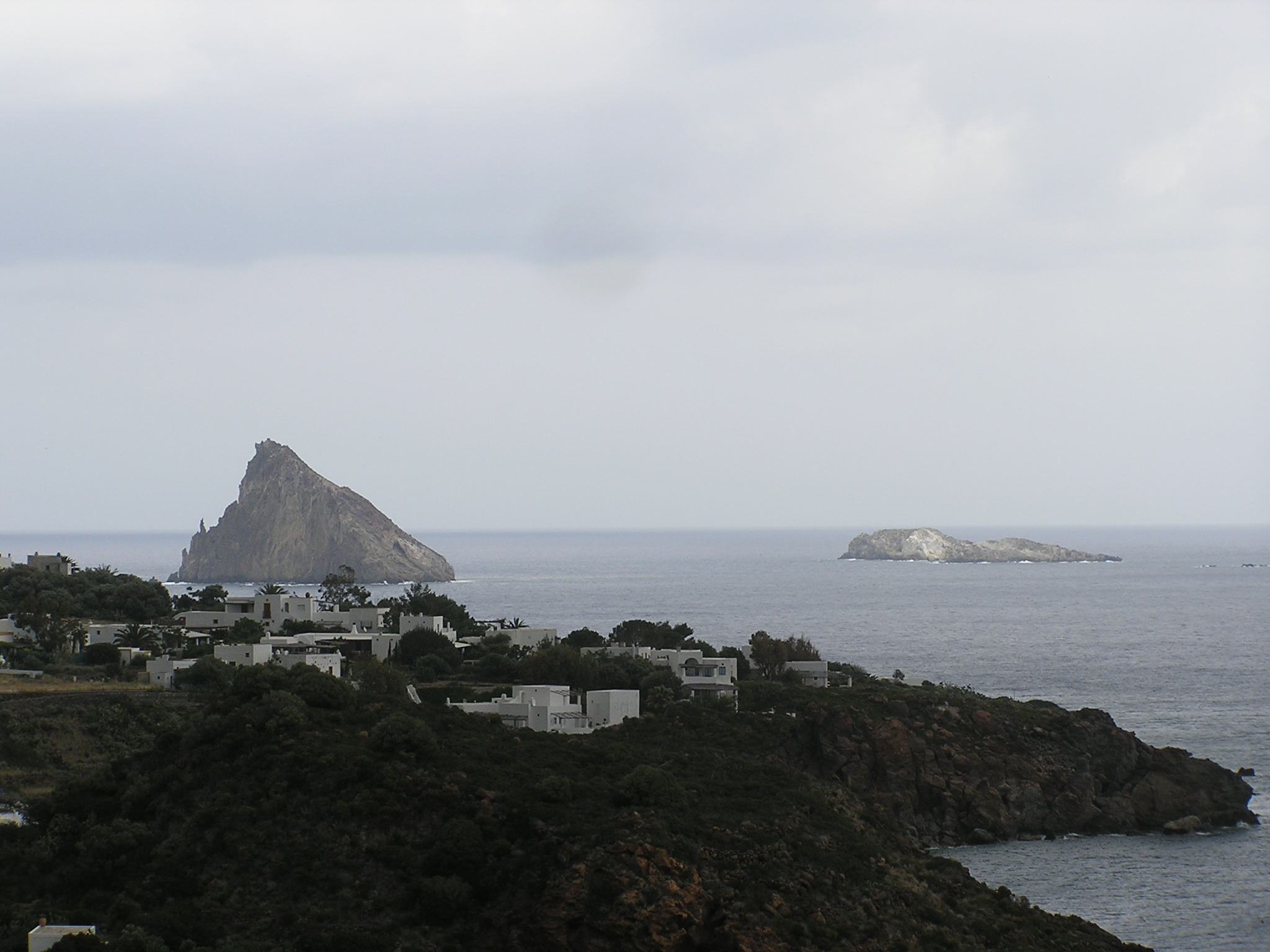
Drauto
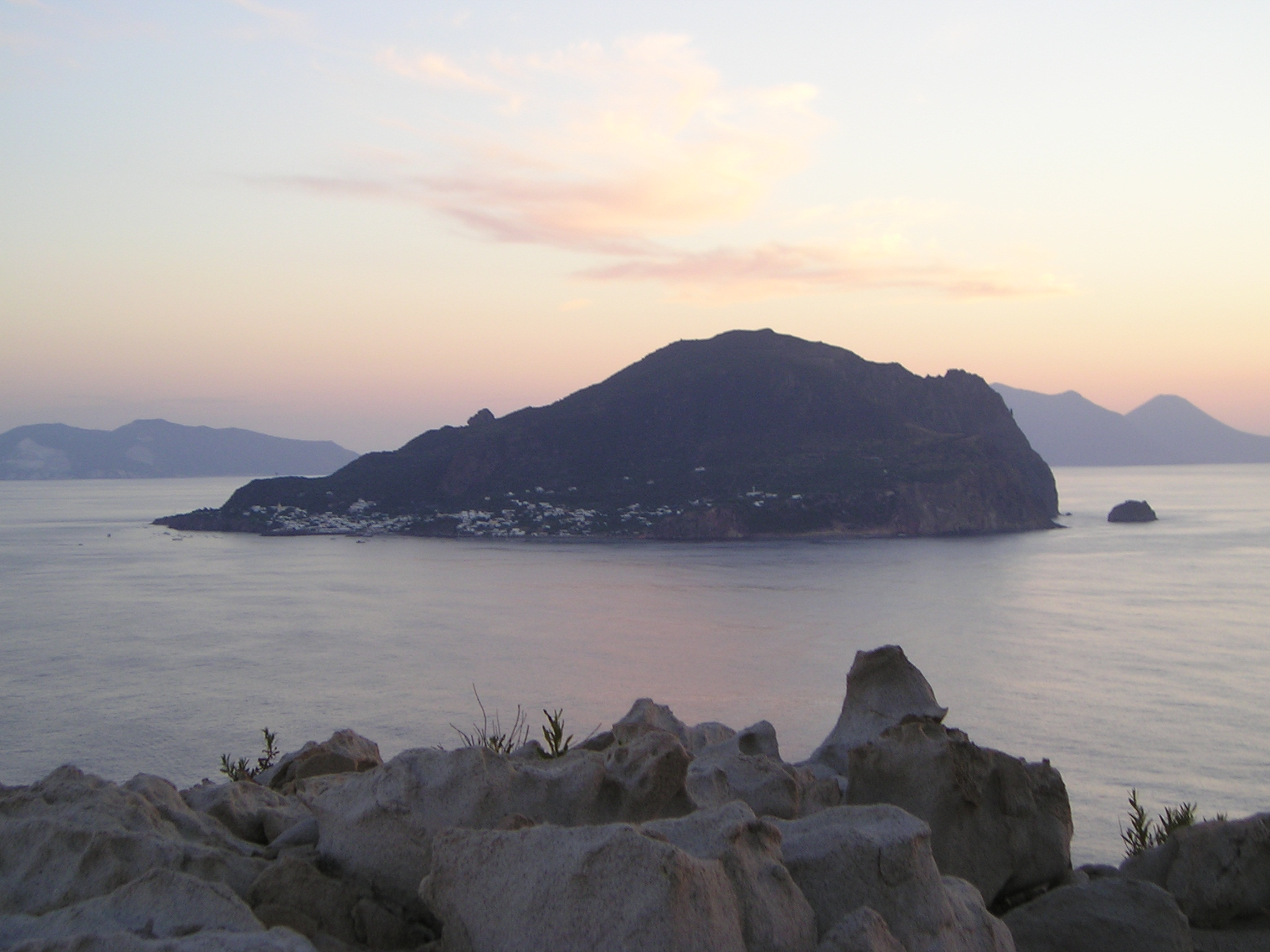
Pohled na Panareu z ostrůvku Basiluzzo